# 권정혁
권정혁(한국 한자: 權正赫, 1978년 8월 2일 ~ )은 대한민국의 전직 축구 선수이자 현 기업인으로 현역 시절 포지션은 골키퍼였으며 현재 스포잇 대표로 재직 중이다.

## 학교
- 부평초등학교 졸업
- 부평동중학교 졸업
- 부평고등학교 졸업
- 고려대학교 졸업

## 축구인 생활

### 선수 생활
2001년에 울산 현대 호랑이에 입단하여 그 해 리그에서 12경기를 뛰었으나, 이후 3년 동안 아디다스 컵을 포함하여 11경기를 뛰는 데 그쳤다. 2005년 광주 상무 불사조에 입대하였으나 그 해 한 차례의 리그 경기에도 뛰지 못했고, 2006년 리그에서 14경기를 뛰었다. 2007년 군복무를 마치고 울산 현대 호랑이에 복귀하였고 포항 스틸러스로 이적하였으나, 하우젠 컵을 포함하여 2경기를 뛰는 데 그쳤다. 2008년 FC 서울로 이적하였으나, 무릎과 발목 부상으로 인하여 한 차례의 리그 경기에도 뛰지 못하였다.
2009년 핀란드 베이카우스리가의 RoPS로 이적하여, 대한민국 골키퍼로는 최초로 유럽에 진출하게 되었는데 한국인 최초 해외진출 선수라 할 수 있는 변호영 이후 두 번째 한국인 골키퍼 외국 진출로 기록됐다.
2010년 Vaasa를 연고로 하는 바산 팔로세우라로 이적했다. 바산 팔로세우라에서 베이카우스리가 22경기, 컵대회 6경기, FA컵 3경기에 출전했다. 핀란드 최대 스포츠 매거진인 Veikkaaja가 선정하는 2010 시즌 베스트11에 선정됐으며, 전체 선수 평점 순위에서 7위에 오르기도 했다. 또 핀란드 전국 일간지인 Ilta-sanomat이 선정하는 시즌 베스트11에 선정됐다.

2011년 7월 6일 인천 유나이티드로 이적하였다.
2013년 7월 21일 제주월드컵경기장에서 열린 제주 유나이티드와의 원정 경기 중 전반 39분 K리그 30년 역사 최초의 골키퍼 필드골을 기록했다. 이 골은 85미터를 날아가 역대 최장거리 골로도 기록됐으며, 인천 유나이티드의 통산 400호 득점인 것으로 알려졌다. 2013년 K리그 클래식 선수로서는 유일하게 전 시간 출전(38경기)을 기록했다. 12월 2013 현대오일뱅크 K리그 대상에서 시상식에서 특별상을 수상했다.
2015 시즌을 앞두고 광주 FC로의 이적을 발표하였다. 2016시즌을 앞두고 부천 FC 1995로 이적 하였다.

### 국가 대표 생활
1996년에 청소년 대표팀에서 활동하였다. 국가대표팀에서는 거스 히딩크가 대표팀을 맡았던 2002년에 CONCACAF 골드컵 엔트리에 포함되었지만 경기에서 기용되지는 않았다.

### 플레이 스타일
권정혁은 상대 움직임을 잘 읽으며, 노련하고, 상대 공격수와의 1 : 1 상황 시 선방해내는 등의 안정적인 모습을 보여준다.
하지만 장신임에도 공중볼 처리능력이 다소 미숙하며, 반사신경도 그리 빠른편이 아니라는 점이 단점이다.

## 경력

### 선수 경력
- 2001년 ~ 2004년  울산 현대 호랑이
- 2005년 ~ 2006년  광주 상무 불사조 (군복무)
- 2007년  포항 스틸러스
- 2008년  FC 서울
- 2009년 ~ 2010년  RoPS
- 2010년 ~ 2011년  VPS
- 2011년 ~ 2014년  인천 유나이티드
- 2015년  광주 FC
- 2016년  부천 FC 1995
- 2016년  경남 FC
- 2017년 ~ 2018년  FC 의정부

## 수상

### 클럽

#### 울산 현대 호랑이
- K리그 준우승 2회 (2002년, 2003년)
- 아디다스 컵 준우승 1회 (2002년)

#### 포항 스틸러스
- K리그 우승 1회 (2007년)
- FA컵 준우승 1회 (2007년)

#### FC 서울
- K리그 준우승 1회 (2008년)

### 개인
- 2013년 K리그 특별상 수상